# Phycitodes reliquella
Phycitodes reliquella là một loài bướm đêm thuộc họ Pyralidae. Loài này có ở Bắc Mỹ nơi nó phân bố rộng khắp khu vực phía đông, bao gồm Alabama, Arkansas, Connecticut, District of Columbia, Florida, Georgia, Illinois, Louisiana, Massachusetts, Maryland, Maine, North Carolina, New Hampshire, New Jersey, New York, Ohio, Oklahoma, Pennsylvania, South Carolina, Virginia và Ontario.
Sải cánh dài dưới 19 mm. Con trưởng thành bay từ tháng 5 through tháng 9.